# Bergfiskaal
De bergfiskaal (Laniarius poensis) is een zangvogel uit de familie Malaconotidae (bosklauwieren).

## Verspreiding en leefgebied
Deze soort komt in en nabij Kameroen en telt twee ondersoorten:
- L. p. camerunensis: Kameroen en zuidoostelijk Nigeria.
- L. p. poensis: het eiland Bioko in de Golf van Guinee.

## Status
De grootte van de populatie is niet gekwantificeerd maar de soort wordt omschreven als algemeen. Op de Rode lijst van de IUCN heeft deze soort de status niet bedreigd.